# Ngoni Makusha
Ngoni Methukhela Makusha (* 26. Juni 1994 in Harare) ist ein simbabwischer Leichtathlet, der sich auf den Sprint spezialisiert hat.

## Sportliche Laufbahn
Erste internationale Erfahrungen sammelte Ngoni Makusha 2016 bei den Afrikameisterschaften in Durban, bei denen er im 100-Meter-Lauf mit 10,80 s in der ersten Runde ausschied und über 200 Meter das Halbfinale erreichte, in dem er mit 21,98 s ausschied. Zudem belegte er mit der simbabwischen 4-mal-100-Meter-Staffel in 41,02 s im Finale den achten Platz. Zwei Jahre später gelangte er bei den Afrikameisterschaften in Asaba über 100 Meter in 10,45 s auf den sechsten Platz und schied im 200-Meter-Lauf mit 20,94 s im Halbfinale aus. Zudem gelangte er mit der Staffel in 39,37 s auf den vierten Platz. Bei den IAAF World Relays 2019 in Yokohama wurde er mit der Staffel im Vorlauf disqualifiziert. Anschließend nahm er erstmals an den Afrikaspielen in Rabat teil, erreichte dort über 100 und 200 Meter jeweils das Halbfinale, in dem er mit 10,54 s bzw. 21,08 s ausschied. Mit der Staffel belegte er in 39,82 s den sechsten Platz. Bei den World Athletics Relays 2021 im polnischen Chorzów verpasste er in 40,54 s den Finaleinzug in der 4-mal-100-Meter-Staffel. Bei den Olympischen Spielen in Tokio gewann Makusha den ersten Qualifikationslauf, schied aber in seinem Qualifikationslauf für das Halbfinale mit 10,43 s als Siebtplatzierter aus.
2022 erreichte er bei den Afrikameisterschaften in Port Louis das Halbfinale über 100 Meter und schied dort mit 10,29 s aus und auch über 200 Meter schied er mit 21,32 s im Semifinale aus. Zudem gewann er im Staffelbewerb in 39,81 s gemeinsam mit Dickson Kamungeremu, Tapiwa Makarawu und Denzel Simusialela die Bronzemedaille hinter den Teams aus Kenia und Südafrika. 2024 schied er bei den Afrikaspielen in Accra mit 10,65 s und 21,25 s jeweils im Halbfinale über 100 und 200 Meter aus und belegte mit der Staffel in 39,74 s den sechsten Platz. Im Juni kam er bei den Afrikameisterschaften in Douala mit 10,55 s nicht über den Vorlauf über 100 Meter hinaus und schied über 200 Meter mit 21,45 s im Semifinale aus. Zudem kam er mit der Staffel in der Vorrunde nicht ins Ziel.
2020 wurde Makusha simbabwischer Meister im 200-Meter-Lauf.

## Persönliche Bestleistungen
- 100 Meter: 10,17 s (+0,3 m/s), 6. Juli 2018 in Réduit
- 200 Meter: 20,49 s (+1,2 m/s), 15. März 2019 in Pretoria